# Negative Acts Questionnaire
Der Negative Acts Questionnaire (NAQ) (dt. Fragebogen über negative Handlungen) wurde 1994 von den Norwegern Ståle Einarsen, Björn Inge Raknes, Stig Berge Matthiesen und Odd Henning Hellesøy zur Messung von empfundenem Mobbing am Arbeitsplatz entwickelt. An einer späteren Version des NAQ wirkte Helge Hoel mit.

## Aufbau
In seiner norwegischen Originalversion bestand der Fragebogen aus 21  Items, die aus Literaturstudien und Interviews mit Opfern von Mobbing am Arbeitsplatz abgeleitet wurden. In den Items werden die unterschiedlichen Verhaltensweisen beschreiben, die bei regelmäßigem Auftreten als Mobbing empfunden werden können. Sie verweisen zunächst nicht direkt auf den Begriff „Mobbing“, damit sich die Befragten vorerst nicht selbst als Mobbingopfer deklarieren müssen.
Nachdem diese Items beantwortet sind, wird eine Definition von Mobbing am Arbeitsplatz vorgestellt. Die Befragten müssen angeben, ob sie sich nach dieser Definition gemobbt fühlen oder nicht.
Der 2009 überarbeitete Negative Acts Questionnaire – Revised (NAQ-R, von Einarsen, Hoel und Notelaers) basiert auf den vorherigen NAQ Versionen. Dabei wurden die ursprünglichen Items verfeinert und neu zusammengestellt. Durch weitere Analysen wurde eine Version mit nun 22 Items erstellt. Dabei gliedert sich der Fragebogen in 3 Bereiche.
- Persönliches Mobbing
- Arbeitsbezogenes Mobbing
- Körperlich einschüchternde Formen des Mobbings

2019 wurde eine überarbeitete Version des NAQ-R, der „Short Negative Acts Questionnaire“ (SNAQ) herausgegeben.

### Items
Die Items des NAQ (adaptiert von Denise Salin):
1. Zurückhaltung von für die Arbeit notwendigen Informationen
2. Anordnung von Aufgaben mit unzumutbaren bzw. unmöglichen Leistungsvorgaben oder Fertigstellungsterminen
3. Wiederholtes Erinnern an Fehler des Betroffenen
4. Ignorieren von Meinungen und Ansichten des Betroffenen
5. Anweisung von Arbeitsaufgaben, die deutlich unter der Qualifikationen des Betroffenen sind
6. Übermäßiges Überwachen der Arbeit des Betroffenen
7. Sexuelle Belästigung
8. Ständige Kritik an der Arbeit und den Bemühungen des Betroffenen
9. Anschreien oder Abreaktion am Betroffenen
10. Erniedrigung oder Lächerlichmachen in Bezug auf die Arbeit
11. Beschneiden von wesentlichen Aufgabenbereichen oder Ersetzung durch triviale bedeutungslose Aufgaben
12. Verbreitung von Gerüchten und Tratsch
13. Behandlung des Betroffenen wie Luft/Ausschluss
14. Beleidigung oder kränkende Bemerkungen (z. B. über Gewohnheiten, persönlichen Hintergrund oder Privatleben des Betroffenen)
15. Beleidigende Kommentare oder Verhaltensweisen in Bezug auf die Muttersprache, Rasse oder Ethnie des Betroffenen
16. Beleidigende Bemerkungen oder Verhaltensweisen in Bezug auf religiöse oder politische Überzeugungen des Betroffenen
17. Einschüchterung, wie etwa Eindringen in die Privatsphäre, Schubsen, Versperren des Weges usw.
18. Appelle, zu kündigen
19. Körperliche Misshandlung oder Gewaltandrohung
20. Beleidigende E-Mails
21. Andere beleidigende schriftliche Nachrichten oder Telefonanrufe
22. Systematisches „Ausführenmüssen“ von Aufgaben, die eindeutig nicht in den Aufgabenbereich des Betroffenen fallen
23. Falsche Anschuldigungen
24. Druck, rechtmäßige Ansprüche (z. B. Krankenstand, Urlaub, Reisekosten) nicht einzufordern
25. Übermäßige Sticheleien und Spott
26. Drohungen, das Leben des Betroffenen schwer zu machen (z. B. Überstunden, unbeliebte Aufgaben)
27. Übertriebenes Arbeitspensum
28. Versetzung gegen den Willen des Betroffenen
29. Sabotage der Leistung des Betroffenen
30. „Lustige“ Witze

Die Originalversion des NAQ wurde nicht veröffentlicht. Nur Forscher, die im Gegenzug die erhobenen Daten an die Autoren schicken, erhalten den NAQ. Mit dem gesammelten Material wollen die Autoren länderübergreifende Vergleiche anstellen.

### Zuverlässigkeit und Gültigkeit
Das „Negative Acts Questionnaire“ weist eine interne Reliabilität (Cronbachsches Alpha) von α=0,87 bis α=0,93 auf. Die Autoren gehen von einer ausreichenden Validität des NAQ aus. Kritiker meinen, dass es nicht möglich ist, alle möglichen Mobbinghandlungen erschöpfend aufzuzählen. Der NAQ entzieht sich einer ausführlichen Kritik, da er nicht veröffentlicht wurde.